# Seibersbach
Seibersbach là một đô thị thuộc huyện Bad Kreuznach trong bang Rheinland-Pfalz, phía tây nước Đức. Đô thị Seibersbach có diện tích 14,64 km², dân số thời điểm ngày 31 tháng 12 năm 2006 là 1429 người.